# Capitanata

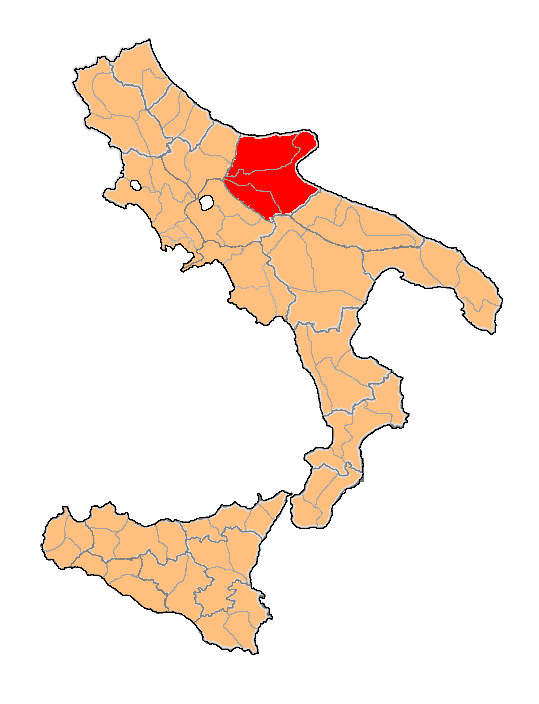
Darstellung der Region und historischen Provinz Capitanata

Die Capitanata ist eine historische Landschaft in Italien, im nördlichen Teil Apuliens zwischen den Flüssen Ofanto und Fortore.
Das Gebiet der heutigen Provinz Foggia und das der historischen Provinz Capitanata ist ungefähr deckungsgleich.
Von den Römern wurde sie Apulia Daunia (Daunien) genannt; seit Beginn der normannischen Eroberung heißt sie Capitanata.